# Ford Madox Brown

Ford Madox Brown gezeichnet 1852 von Dante Gabriel Rossetti

Ford Madox Brown (* 16. April 1821 in Calais; † 11. Oktober 1893 in London) war ein englischer Maler aus dem Kreis der Präraffaeliten.

## Leben

### Werdegang
Ford Madox Brown kam in Calais als Sohn eines Schiffsausrüsters zur Welt. Brown studierte zuerst ein Semester an der Akademie von Brügge unter Albert Gregorius und ging 1836 nach Gent. Dort war Pieter Van Hanselaere für zwei Jahre sein Lehrmeister und Brown stellte im örtlichen Salon aus. 1838 überzeugte ihn der Ruf von Gustave Wappers nach Antwerpen zu ziehen, wo er zusammen mit Joseph van Lerius, Charles Verlat und Godefried Guffens an der Königlichen Akademie der Schönen Künste studierte. Hier beeindruckten Brown die Gemälde der Maler des 17. Jahrhunderts.
Ab 1840 lebte er in Paris und studierte im Louvre die Bilder von Velazquez und Rembrandt sowie die Werke von Delacroix. 1845 unternahm er mit dem Weg über Basel eine Reise nach Italien und hielt sich in Mailand, Florenz und Rom auf, wo er die Maler Friedrich Overbeck und Peter Cornelius aus dem Kreis der Nazarener kennenlernte, deren künstlerische Ambition, sich an der Malerei des Mittelalters und der Renaissance zu orientieren, ihn ebenso beeindruckte wie zuvor die Malerei Holbeins in Basel.

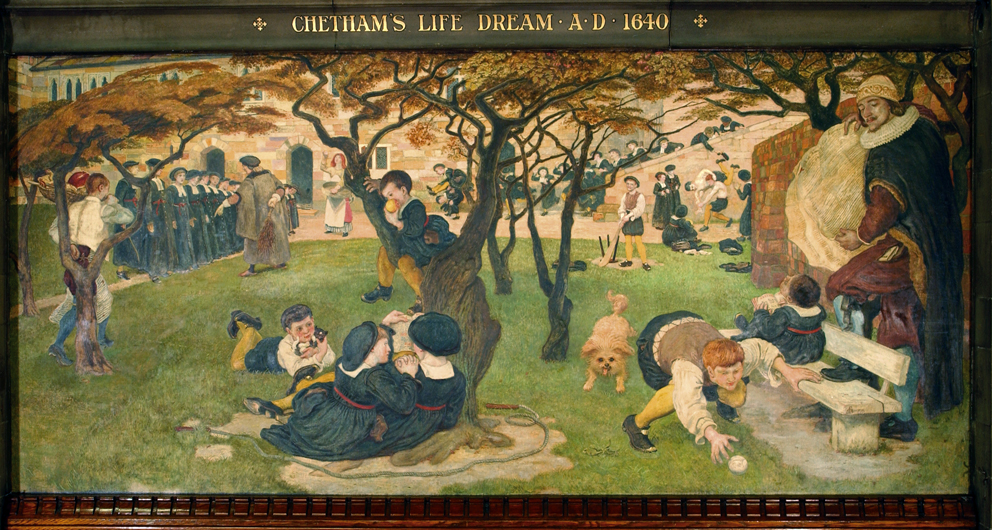
Ford Madox Brown: Chetham’s Life’s Dream A.D. 1640, Wandbild, Manchester

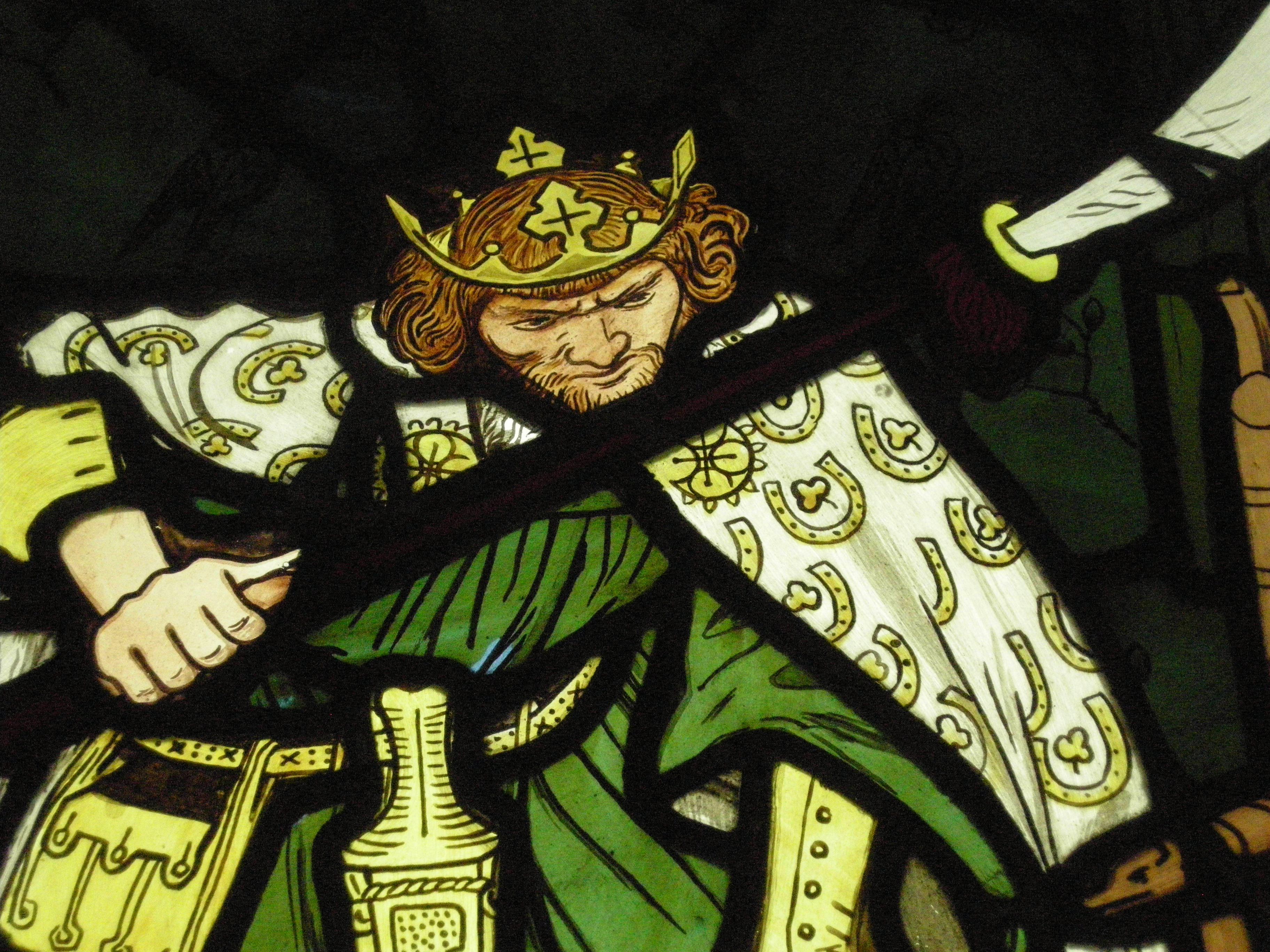
Ford Madox Brown: Glasfenster für Morris & Co.

Im Jahr 1846 ließ Ford Madox Brown sich in London nieder. Brown traf Dante Gabriel Rossetti im März 1848 und unterrichtete ihn für eine Weile im Malen. Rossetti lehnte jedoch die akademische Lehrweise ab. Es gibt ein Gemälde, das die beiden gemeinsam von Jane Burden anfertigten. 1849/1850 war er erneut in Rom. Dort wurde er Mitglied des Deutschen Künstlervereins. Zwischen 1849 und 1853 stellte er seine Gemälde, die neben Rossetti auch insbesondere Frederick Sandys (1829–1904) künstlerisch beeinflussten, zusammen mit denen der Präraffaeliten aus. Brown hätte Mitglied der präraffaelitischen Bruderschaft werden können, zog es aber vor, weiterhin von dieser Bewegung unabhängig zu arbeiten. Zur Publikation der Bruderschaft The Germ trug er Texte und eine Illustration bei.
1861 gehörte er zu den Gründungsmitgliedern der Firma Morris, Marshall, Faulkner and Company von William Morris, für die er bis 1875, als Edward Burne-Jones seinen Posten übernahm, Glasfenster, Kacheln und Möbel entwarf. 1878 erhielt Brown den Auftrag, das Rathaus von Manchester mit sechs, später erweitert auf zwölf, großen Fresken zur Geschichte der Stadt auszustatten. Dieses große Unternehmen beanspruchte ihn fortan umfassend in seinem Künstlerdasein. Aus der Sicht seiner Zeitgenossen wurde Ford Madox Brown der Realistenbewegung zugeordnet, in der von Dowsen, Muther, Greene & Hillier Ende des 19. Jahrhunderts herausgegebenen History of Modern Painting wird er als „the English Adolph Menzel“ bezeichnet.

### Familie

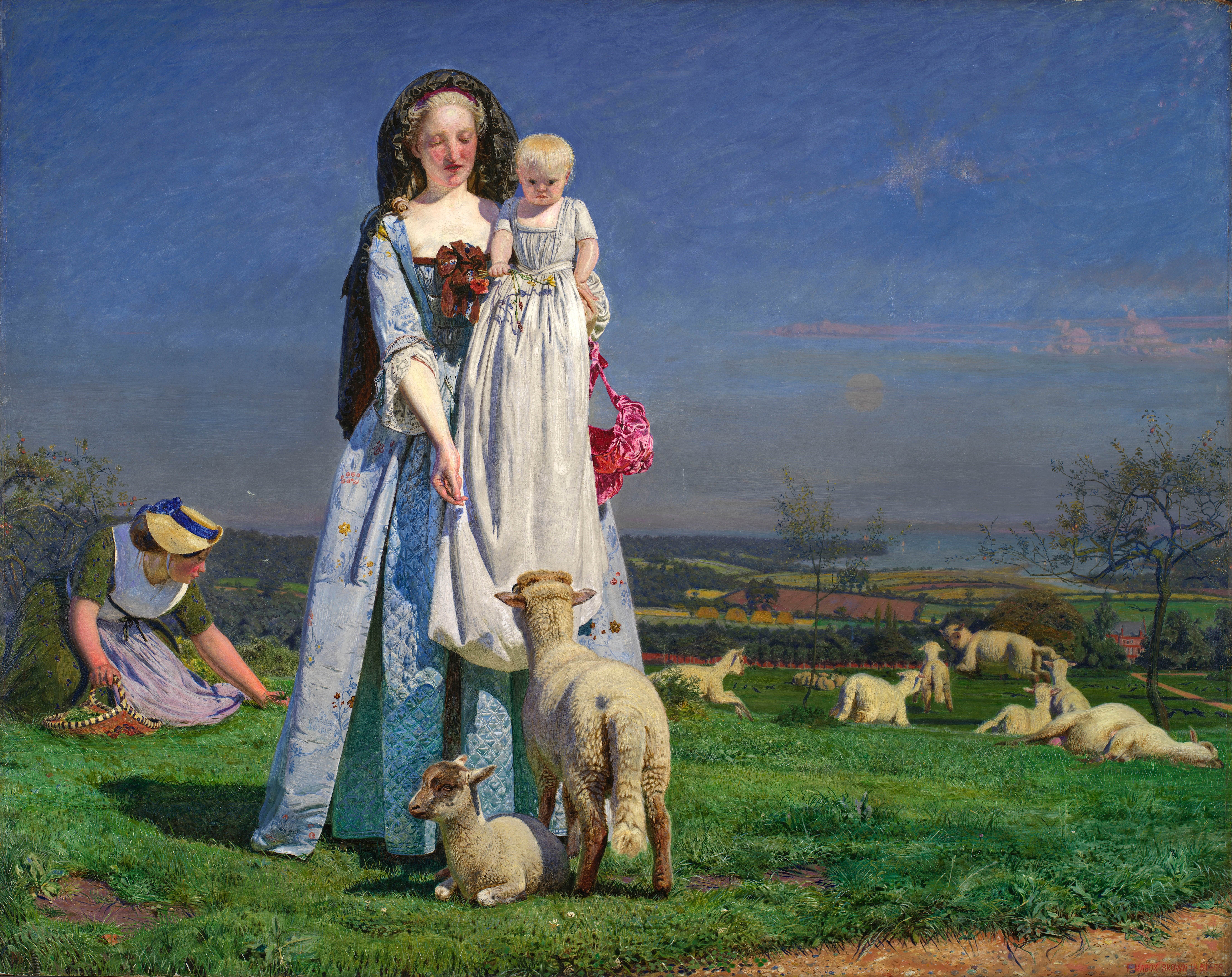
Ford Madox Brown: Pretty Baa-Lambs, 1851/1859

Im Jahre 1844 hatte Brown seine Cousine Elizabeth Bromley geheiratet, die zwei Jahre später, 1846, starb und die Tochter Lucy Madox Brown hinterließ. Emma Hill kam als Modell zu ihm. Als Dienstbotin hatte sie keine Bildung erfahren, Brown brachte ihr Schreiben und Lesen bei. 1850 wurde ihre gemeinsame Tochter Catherine geboren. Auf seinem Gemälde Pretty Baa-Lambs sind die beiden zusammen porträtiert. Sie heirateten schließlich am 5. April 1853. Der erste Sohn, Oliver, wurde 1855 geboren und ein zweiter Sohn, Arthur, folgte 1856. 1857 starb Arthur an einer Gehirnhautentzündung. Browns Tochter Cathy wurde ebenfalls Malerin und heiratete den Musikkritiker Franz Hueffer. Oliver, genannt Nolly, wurde Künstler und Poet, der seine Arbeiten ausstellte und veröffentlichte. 1874 starb Oliver an einer Blutvergiftung. Daraufhin fiel Brown in eine Depression und zog sich zurück. Er errichtete für Oliver einen Schrein in seinem Haus.  Ein Enkel Ford Madox Browns, Ford Madox Ford, wurde ein bekannter Schriftsteller und einer seiner Großenkel war der spätere britische Innenminister Frank Soskice. Browns Tagebuch, geführt von 1847 bis 1850 und von 1854 bis 1858, liefert einen seltenen Einblick in das Leben eines Malers im 19. Jahrhundert.

### Soziales Engagement

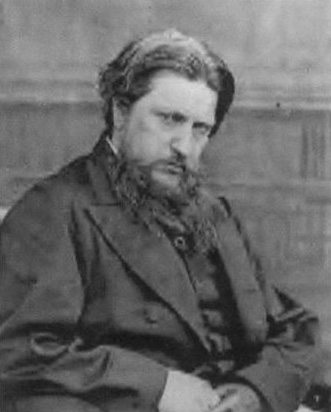
Ford Madox Brown, Fotografie

Seine soziale Verantwortung zeigte sich sowohl in seinem Leben als auch seiner Arbeit. Man sagte über ihn, dass er Luxus und Privilegien ablehnte. Ende der 1850er Jahre gab es Zeichenunterricht am Arbeiter-College. 1859 richtete er mit seiner Frau Emma eine Suppenküche ein. Er war auch besorgt über die Not während der sogenannten Baumwollhungersnot in den 1860er Jahren und spendete Geld sowie das Gemälde Mauvais Sujet (The Writing Lesson) zur Unterstützung der Textilarbeiter. 1866 richtete er ein Büro für Arbeitslose in Manchester ein, um ihnen bei der Arbeitssuche zu helfen. Er hatte das Buch Past and Present von Thomas Carlyle gelesen.
Obwohl Agnostiker, besuchte er den Gottesdienst und benutzte Bibelzitate für seine Arbeit. In Oxford traf er auf John Everett Millais bei seiner Recherche zu der Bibelübersetzung von John Wyclif und wohnte bei ihm. Dieses Gemälde wurde ebenfalls von dem frommen Thomas Combe angekauft.
Seine Frau Emma starb 1890. Ford Madox Brown starb am 6. Oktober 1893 an Gicht und wurde auf dem Friedhof von St Pancras und Islington in London bestattet.

## Werk

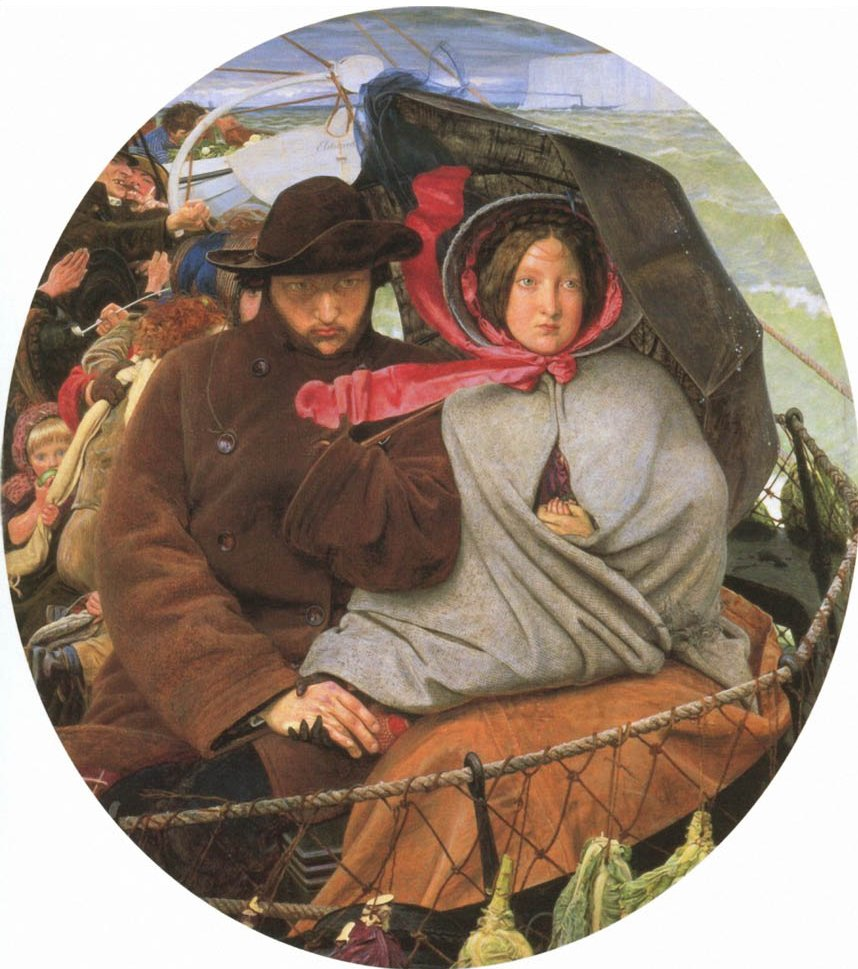
Ford Madox Brown: The Last of England, 1852/1855

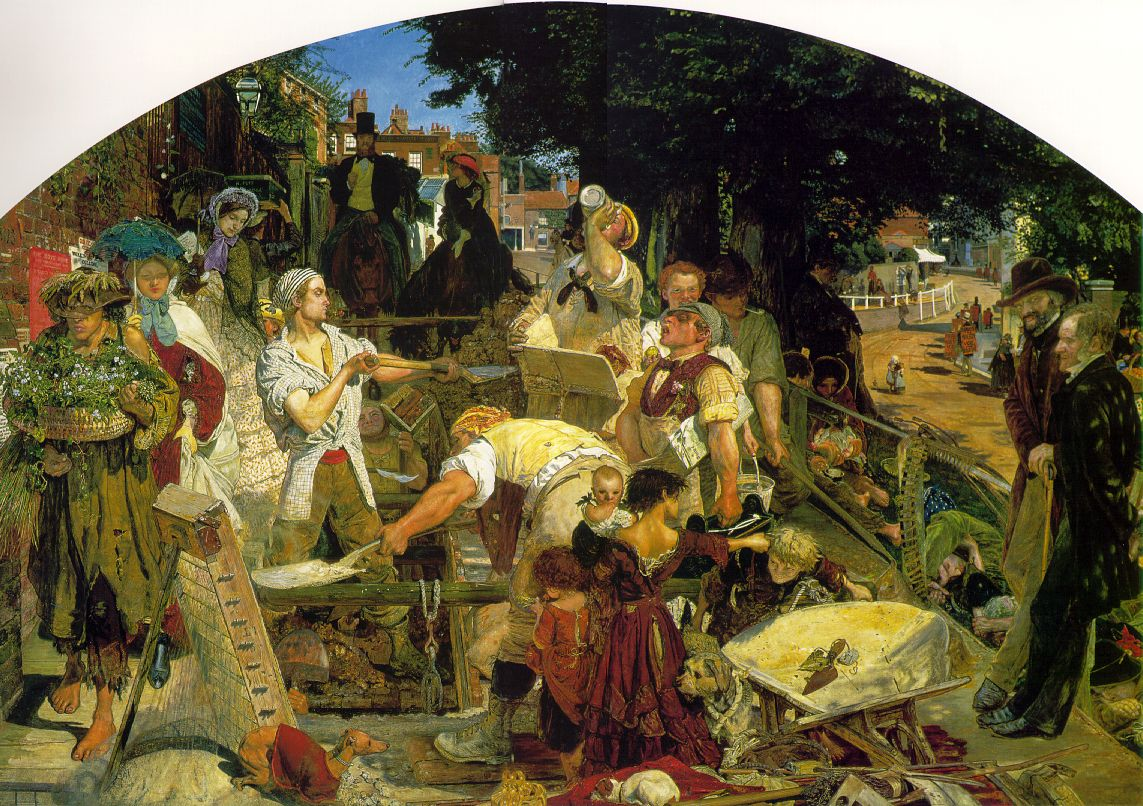
Ford Madox Brown: Work, 1852/1863

Ford Madox Browns Malerei zeigt einen realistischen Stil, sein Werk umfasst sowohl großformatig ausgeführte historische Sujets als auch Themen des modernen Lebens und seiner zeitgenössischen sozialen Belange. 1865 stellte Brown in London seine Werke in einer Gesamtschau aus; sie wurden durchweg von englischen Fabrikanten und Kaufleuten angekauft.
Bedeutend sind seine Gemälde The Last of England und Work, die er 1852 zur selben Zeit begann, jedoch nach verschiedenen Unterbrechungen erst 1855 und 1865 beendete. Der Titel The Last of England bezieht sich auf die Auswanderungswelle nach Australien; die Modelle für die Auswandererfamilie waren der Maler selbst, seine Frau Emma und seine beiden Kinder. Das Werk wurde 1891 vom Kunstmuseum in Birmingham erworben. Works, beendet 1865, gilt als die erste moderne Darstellung von Arbeitenden nach Courbets Gemälde Die Steinklopfer (1849). Es gehört zum Bestand der Manchester Art Gallery.